# Expressão transiente de genes
A Expressão transiente de genes, é a expressão de um transgene por um breve período de tempo. Quando técnicas de transformação genética são empregadas, técnicas que permitam a transferência horizontal de genes para o interior de células de um organismo alvo. Às vezes, esse processo não resulta em uma transformação genética estável. Nesse caso, resultam na expressão gênica de curta duração. 
A expressão transiente de genes é normalmente visualmente observada a partir de um gene repórter, como por exemplo o gene uidA, que produz uma enzima chamada de β-glucuronidase que promove a clivagem de um substrato chamado de X-Gluc e o resultado é uma coloração azul, indicando que naquela região está ocorrendo a expressão transiente do gene.

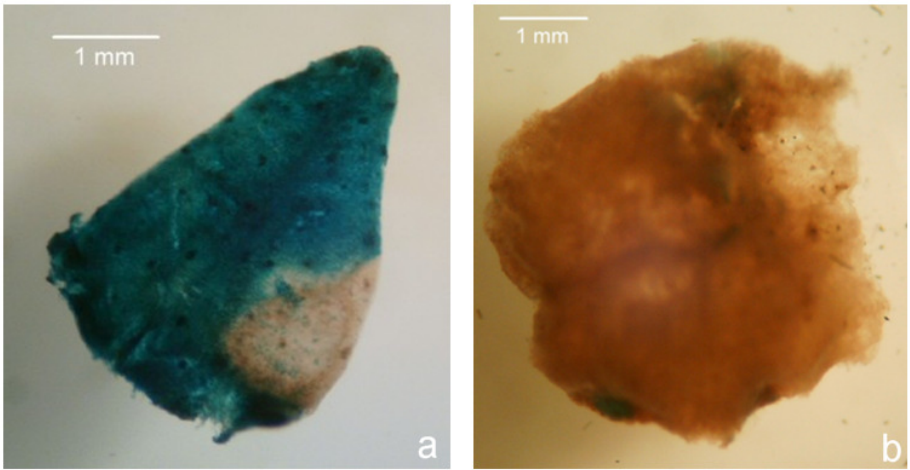
Figura 1. Expressão transiente do gene uidA em explantes foliares de Eucalyptus saligna. (a) Após 5 dias de co-cultura. (b) Após 7 dias de cultivo em meio com canamicina.